# A Moon Shaped Pool
A Moon Shaped Pool (рус. «Бассейн в форме луны») — девятый студийный альбом британской рок-группы Radiohead, выпущенный 8 мая 2016 года на лейбле XL Recordings. Radiohead также выпустили специальное издание диска, содержащее 2 бонусных трека и дополнительное художественное оформление с официального сайта группы.
Radiohead записали A Moon Shaped Pool в южной Франции с долгосрочным продюсером группы Найджелом Годричем. После экспериментов с использованием большого количества семплов и лупов на предыдущем диске коллектива — The King of Limbs — и недавней сольной пластинке Тома Йорка центральное место нового альбома занимают живые инструменты; помимо этого он содержит оркестровые аранжировки и хоровой вокал, организованный Джонни Гринвудом и исполненный оркестром «London Contemporary Orchestra». Также в мелодиях этой записи прослеживается влияние электроники и эмбиента. Альбом включает несколько песен, написанных группой годами ранее; «True Love Waits» датируется как минимум 1995 годом, «Burn the Witch» 2000-м, а «Present Tense» — 2008-м.
Radiohead содействовали продвижению своего нового альбома за неделю до его официального релиза, с синглами «Burn the Witch» и «Daydreaming» в сопровождении с музыкальными видео. Мировой тур стартовал 20 мая.
Диск получил восторженные отзывы ведущих музыкальных изданий, включая журнал Rolling Stone, который назвал его «неотвязно запоминающимся, ошеломительным триумфом… самым эффектным и безутешным из альбомов группы». A Moon Shaped Pool стал пятым по счёту альбомом группы, который получил номинацию на премию Mercury Prize. Он возглавил чарты в нескольких странах и стал бестселлером на виниле.

## Перед записью
Несколько треков из A Moon Shaped Pool были записаны за некоторое время до начала записи самого альбома. «True Love Waits» (рус. Настоящая любовь ждёт) впервые был создан около 1995 года, а концертная версия трека была выпущена в 2001 году на сборнике I Might Be Wrong: Live Recordings. Группа пыталась дописать песню «бесконечное» число раз, работая над ней во время сессий записей OK Computer, Kid A и Amnesiac в 1996—2000 годах, но не смогли сойтись на договорённости, которая бы устраивала всех музыкантов. По аналогии, Radiohead работали над «Burn the Witch» (рус. Сожги ведьму) во время записи трёх альбомов: Kid A, Hail to the Thief в 2002-м и In Rainbows в 2007-м, а лирика этой песни была частично написана при создании художественного оформления для Hail to the Thief, что также позволило ей появиться на официальном сайте группы. Запись «Present Tense» (рус. Настоящее время) датируется 2008 годом. Она была впервые исполнена Йорком на «Latitude Festival» в 2009 году во время соло-концерта музыканта.
Во время тура в поддержку предыдущего альбома — The King of Limbs в 2012 году, группа исполнила несколько новых песен, в числе которых были «Identikit» (рус. Фоторобот) и «Ful Stop» (рус. Точка). Тогда, уже были записана определённая версия «Identikit», а также ещё одна неопознанная песня в студии Джека Уайта Third Man Records studio.
В 2013 году, после окончания тура, некоторые участники группы занялись своими сторонними проектами. В 2014 году, Том Йорк и барабанщик группы Фил Селуэй выпустили свои соответствующие вторые по счёту сольные альбомы — Tomorrow’s Modern Boxes и Weatherhouse, а гитарист Джонни Гринвуд записал очередной саундтрек к фильму Пола Андерсона. В 2015 году, в связи с сотрудничеством Гринвуда и индийского композитора Шая Бен Цура, был выпущен документальный фильм «Junun» (рус. Джунун), о создании одноимённого музыкального альбома. В создании фильма также принимали участие продюсер Radiohead Найджел Годрич и режиссёр Пол Томас Андерсон.

## Запись
Radiohead и Найджел Годрич начали работу над альбомом в сентябре 2014 года. Сессии продолжались до Рождества того года и были возобновлены в марте 2015 года. В июне Джонни Гринвуд рассказал, что группа очень долго восстанавливалась, «нащупывая пульс» после длительной паузы.
Используя программное обеспечение, созданное Гринвудом для работы над The King of Limbs, группа решила временно записать A Moon Shaped Pool на магнитной ленте с аналогом многодорожечной записи. Это добавило творческие пределы процессу, означающего, что группе приходилось буквально «стирать» предыдущие дубли записи для создания новых. Например, для записи песни «Daydreaming» (рус. Мечтая) группе приходилось замедлять ленту для создания искривлённого эффекта основного тона (англ. Wow effect), который можно заметить в самом начале трека. Radiohead вновь использовали цифровые манипуляции на многих треках. Гринвуд использовал язык программирования «Max» (как и при записи Hail to the Thief в 2002 году) для манипулирования игрой пианино в песне «Glass Eyes» (рус. Стеклянные глаза). Барабанщик Клайв Диммер, выступавший с группой во время тура The King Of Limbs, участвовал в записи «Ful Stop», исполнив дополнительную барабанную партию. Гринвуд рассчитал, что 80 % записи альбома пришлось на одну-две недели.

В ноябре 2015 года ранее работавший с группой композитор Роберт Циглер разместил в своём твиттере фотографии, на которых были запечатлены участники группы вместе со струнным оркестром. Секции струн и хора были организованы Гринвудом и исполнены Лондонским современным оркестром (англ. London contemporary orchestra) с дирижёром Хью Брантом; оркестр ранее сотрудничал с Джонни, когда тот записывал саундтрек к фильму The Master, срежиссированному Полом Андерсоном в 2012 году. Струнные партии были написаны в лондонской «RAK Studios». Виолончелист оркестра Оливер Коутс рассказывал: 
«Найджел, Джонни и Том — у всех есть удивительное взаимоотношение друг с другом, и все были очень воодушевлены во время работы. Я помню, как мы записывали партию виолончели в конце „Daydreaming“ и Том сказал: „Вот он — звук всей нашей записи!“»
Гринвуд хотел, чтобы виолончелисты намеренно расстроили свои инструменты для записи песни, тем самым создавая «рычащий» звук. Для альбома были также записаны дополнительные струнные партии оркестра, но они оказались вскоре вырезаны из окончательной версии.
В декабре 2015 года на парижской конференции ООН на тему изменения климата Том Йорк исполнил три новые песни с A Moon Shaped Pool: «The Numbers» (рус. Номера), «Present Tense» и «Desert Island Disk» (рус. Диск необитаемого острова). В Рождественский день Radiohead выпустили песню «Spectre» (рус. Призрак), выложив её на сайте аудио-стриминга SoundCloud. Она была написана для нового фильма о Джеймсе Бонде, но, по словам Джонни Гринвуда, была отклонена продюсерами, которые охарактеризовали её как «слишком тёмную».

## Музыка и лирика
A Moon Shaped Pool был описан как арт-рок. Альбом сочетает в себе такие электронные элементы, как драм-машины и синтезаторы с акустическими тембрами гитар, фортепиано, струнного оркестра и хора, созванных Джонни Гринвудом. Писатель-рецензент Джереми Ларсон из Pitchfork Media в одном из своих статей писал следующее: «В то время как облегчённые оркестровки не являются чем-то новым для группы, A Moon Shaped Pool возносит их на первый план написания песен, а аранжировки Гринвуда делают его ещё более тяжёлым по сравнению с другими их альбомами».
В большинстве текстов песен, написанных Томом Йорком, обсуждаются такие темы, как любовь, прощение и сожаление, по словам Ларсона, «тектонической горечью небольшого признания того, что является своего рода красивым, если вы не воспримите это слишком грустно». Некоторые критики посчитали, что тексты песен были окрашены темой развода Йорка со своей партнёршей после двадцати пяти лет совместной жизни, отметив, что замаскированный вокал в конце песни «Daydreaming» в обратном направлении напоминает слова «half of my life» (рус. половина моей жизни), что также подчёркивает тот факт, что возраст Йорка равен почти пятидесяти годам.

## Художественное оформление
Художественным оформлением альбома в очередной раз занялся британский художник Стэнли Донвуд, работающий с группой с 1994 года. В этот раз он работал в сарае с колонками, подключёнными к студии, которая располагалась неподалёку и где группа занималась записью альбома. В качестве промоакции к A Moon Shaped Pool, Донвуд выпустил специальную брошюру под названием «Как создать своё собственное оформление бассейна в форме Луны. 66 простых шагов», вдохновлённой своим опытом создания обложки для альбома. Брошюра также содержала указание: «Позвольте ветру и погоде перемещать краски вокруг Вас».

## Список композиций
Все композиции написаны группой Radiohead, спродюсированы — Radiohead и Найджелом Годричем.
| №                   | Название                                                          | Длительность |
| ------------------- | ----------------------------------------------------------------- | ------------ |
| 1.                  | «Burn the Witch»                                                  | 3:40         |
| 2.                  | «Daydreaming»                                                     | 6:24         |
| 3.                  | «Decks Dark»                                                      | 4:41         |
| 4.                  | «Desert Island Disk»                                              | 3:44         |
| 5.                  | «Ful Stop»                                                        | 6:07         |
| 6.                  | «Glass Eyes»                                                      | 2:52         |
| 7.                  | «Identikit»                                                       | 4:26         |
| 8.                  | «The Numbers»                                                     | 5:45         |
| 9.                  | «Present Tense»                                                   | 5:06         |
| 10.                 | «Tinker Tailor Soldier Sailor Rich Man Poor Man Beggar Man Thief» | 5:03         |
| 11.                 | «True Love Waits»                                                 | 4:43         |
| Общая длительность: | Общая длительность:                                               | 52:31        |

| №  | Название   | Длительность |
| -- | ---------- | ------------ |
| 1. | «Ill Wind» | 4:16         |
| 2. | «Spectre»  | 3:19         |

## Участники записи
Radiohead
- Колин Гринвуд — бас-гитара
- Джонни Гринвуд — гитара, фортепиано, струнные аранжировки
- Эд О’Брайен — гитара
- Фил Селуэй — ударные
- Том Йорк — вокал, гитара, фортепиано, клавишные

Дополнительный персонал
- Найджел Годрич — продюсер
- Стэнли Донвуд — художественное оформление
- Сэм Питс-Дэвидс — инжиниринг
- Хью Брант — дирижёр
- Клайв Дриммер — дополнительные ударные
- «London Contemporary Orchestra and Choir» — струны, хор
- Боб Людвиг — мастеринг

## Чарты
| Чарт (2016)                                | Место |
| ------------------------------------------ | ----- |
| Australian Albums (ARIA)[104]              | 2     |
| Austrian Albums (Ö3 Austria)[105]          | 4     |
| Belgian Albums (Ultratop Flanders)[106]    | 1     |
| Belgian Albums (Ultratop Wallonia)[107]    | 4     |
| Canadian Albums (Billboard)[108]           | 2     |
| Danish Albums (Hitlisten)[109]             | 5     |
| Dutch Albums (MegaCharts)[110]             | 2     |
| French Albums (SNEP)[112]                  | 5     |
| German Albums (Offizielle Top 100)[113]    | 3     |
| Greek Albums (IFPI Greece)[114]            | 6     |
| Hungarian Albums (MAHASZ)[115]             | 22    |
| Irish Albums (IRMA)[116]                   | 1     |
| Italian Albums (FIMI)[117]                 | 2     |
| New Zealand Albums (RMNZ)[118]             | 2     |
| Norwegian Albums (VG-lista)[119]           | 1     |
| Polish Albums (ZPAV)[120]                  | 9     |
| Portuguese Albums (AFP)[121]               | 1     |
| Scottish Albums (OCC)[122]                 | 1     |
| Spanish Albums (PROMUSICAE)[123]           | 6     |
| Swedish Albums (Sverigetopplistan)[124]    | 3     |
| Swiss Albums (Schweizer Hitparade)[125]    | 1     |
| UK Albums (OCC)[126]                       | 1     |
| US Billboard 200[127]                      | 3     |
| US Top Alternative Albums (Billboard)[128] | 1     |
| US Top Rock Albums (Billboard)[129]        | 1     |

## Сертификации
| Регион                                                 | Сертификация | Продажи  |
| ------------------------------------------------------ | ------------ | -------- |
| Canada (Music Canada)[130]                             | Золото       | 45,000^  |
| United Kingdom (BPI)[58]                               | Золото       | 100,000^ |
| France (SNEP)[112]                                     | Золото       | 31,530^  |
| ^поставленные цифры основаны на одиночной сертификации |              |          |